# Иван Фрањо Јукић
Иван Фрањо Јукић (Бања Лука, 8. јул 1818 — Беч, 20. мај 1857) био је босански фрањевац, просветитељ, песник, путописац и етнограф. Писао је и под псеудонимима Филип Кунић и Славољуб Бошњак.

## Биографија
Рођен је 8. јула 1818. године у Бањој Луци. Потицао је из средње имућне породице. Отац Јозо је био златар (кујунџија), а мајка Клара (рођена Јурић) домаћица. Имао је сестру Марију и брата Мату.
Школовање је почео код жупника Фрање Ситнића, који га је учио писмо и основе латинског језика. Нижу гимназију је завршио у фојничком самостану (1830-1835). Студирао је филозофију у Загребу (1835-1837) и теологију у Веспрему (1837-1840) и Дубровнику (1841). Заредио се 1833. у Фојници, а фратар је постао 1842. године.
Био је капелан и учитељ у Фојници (1842-1843. и 1845-1848), Краљевој Сутјесци (током 1843. и касније), Ивањској (1844), Доцу (1848-1849) и Варцар Вакуфу - данашњем Мркоњић Граду (1849-1851).

## Културни и просветни рад
У Даници Илирској је 1838. намеравао објавити четири песме: Босна неће више да тугује, Једнакости жеља, Мисли виле босанкиње и Неједнакости илирских банова. Песме нису објављене, али се већ из тих почетних радова види да се залагао за уједињење илирских народа и ослобођење од туђинске власти. Прве радове је објавио у Сербско-далматинском магазину, након упознавања са његовим уредником Божидаром Петрановићем.
Након студија се вратио у Босну. Са истомишљеницима је планирао покретање књижевног друштва Коло босанско које би издавало часопис Пчела босанска, односно Свјетоглед босански, а који би представљао окосницу Матице Илирске. У Фојници је 10. децембра 1840. написао текст који је објављен тек две године касније као Позив у Коло босанско и правила друштва, али до његовог оснивања ипак није дошло.
Покренуо је и уређивао први босанско-херцеговачки часопис Босански пријатељ. У њему се говорило о историји Босне и Херцеговине, њеном географском положају, култури и сл. Прва два броја је припремио у Варцару 1850. и 1851. године, а трећи број је састављао у изгнанству и он је штампан 1861. - након његове смрти. Изашао је и четврти број, који је написао и штампао фра Антун Кнежевић 1870. године у Сиску.
Јукић се залагао за културно уздизање Босне подржавајући отварање штампарија, библиотека, културних друштава, народних читаоница и музеја. У првом броју Босанског пријатеља из 1850. је написао: „Познато је свима код нас како се у Босни старинске ствари: новац, печати итд. налазе и похлепним странцима уз малу циену продају. Ја сам од неколико пута почео овакве ствари сабирати: зато молим све Бошњаке, гдје год што опазе, откупе у моје име. С мојом збирком желим метнути почетак босанском музеју.“ Идеја о оснивању музеја је реализована тек 35 година касније када је настало Музејско друштво које је одлуком државних институција претворено у установу под именом Земаљски музеј у Сарајеву.
Јукић је показивао просветитељске циљеве са нагласком на реформу језика, правописа и оснивање школа. Основао је једну од првих световних школа у Варцар Вакуфу 1849. године, а и материјално је помагао школе и штампао приручнике за потребе народа и босанских фрањеваца. Његово дело Почетак писменства је у народним школама заменило Буквар илити почетак словства који је написао фра Стјепан Маријановић.
Јукић је прикупљао народне песме, које је под псеудонимом фра Филип Кунић објавио у Осијеку. У његовом књижевном опусу значајно место заузимају и путописи, посебно Путовања од Сарајева до Цариграда. Од научних радова се истиче Земљопис и повјесница Босне, штампана у Загребу 1851. Дело има две целине. Прва носи наслов „Земљопис“, а друга „Догодопис“.

## Политички ангажман
Још за време студија Јукић се упознао са идејама илирског покрета и спријатељио се са Људевитим Гајем и Станком Вразом. Из Веспрема је 12. априла 1840. отишао у Босну и покушао да подигне устанак, а у томе су му помагали фра Блаж Јосић, фра Јаков Балтић и фра Томо Ковачевић. У тој намери их је спречила управа фрањевачке провицније Босна Сребрена (на првом месту фра Маријан Шуњић).
И у наредном периоду Јукић је био политички активан. Састајао се са истомишљеницима у земљи и иностранству. Неколико пута се видео и са Омер-пашом Латасом, који је послат у Босну да угуши буне феудалаца и народа против реформи (танзимата), а које су имале за циљ европеизацију Османског царства и учвршћење централне власти. У почетку су главна мета били крупни феудалци и то је код народа побудило наду да ће се стање у Босни коначно преуредити. Јукић је у почетку подржавао Латаса, упркос његовим суровим методама, и са фра Гргом Мартићем у његову част написао Славодобитницу свијетлом господару Омер-паши. Чак је сматрао да је то добар тренутак за коначно отцепљење Босне и да ће Латас, с обзиром на његово словенско порекло, ово подржати. О томе је састављао писмо намењено бану Јелачићу, али га је француски конзул на пропутовању кроз Варцар кришом украо са Јукићевог стола и предао Латасу, који га је проследио даље за Цариград. Списку оптужби против Јукића су додате и Жеље и молбе кристијанах у Босни и Херцеговини које је у мају 1850. упутио султану Абдул-Меџиду. У том документу, који је касније додат као прилог (Надоставак) књизи Земљопис и повиестница Босне, он у 28 тачака образлаже тежак положај народа у Босни и Херцеговини. Између осталог, у пише: „... ни поред воље нашег честитог цара да се Босна већ једном уреди, танзимат уведе и једнакост на суду кристјанима подиели, не можемо се надати никаквому напретку и олакшицу очекивати ако буде цариградски министериј онако у Босни разређивао унапредак, као што је досад“.

## Заточеништво и изгнанство
У октобру 1851. Јукић је из Варцара прешао у Сарајево. Тамо је ухапшен 17. јануара 1852, под оптужбом за ширење немира и подстицање на буну. Заточен је у Ђулагин хан и ту је провео неколико месеци. Латас га је одатле послао у цариградски затвор 3. маја исте године, забранивши му доживотно повратак у Босну. У том затвору Јукић је био од 10. јуна до 2. јула 1852. Након изласка је послат у Рим у самостан базилике Santa Maria in Ara Coeli где је провео девет месеци. У прољеће 1853. је пребачен у Дубровник, а затим у самостан Фано код Анконе. Са једним бибилиотекаром је послат на месец дана у Венецију и неколико дана пре повратка Јукић је побегао и стигао до Загреба. Тамо је поново ухапшен, али није враћен у Италију већ су пустили да преко реке Саве пребегне у Босну. Период од јануара до маја 1854. је провео у Краљевој Сутјесци и Гучој Гори.
Након тога је био ангажован као духовни помоћник у Штросмајеровој бискупији у Трнави (1854-1855) и у Дрењу (1856-1857). Било му је забрањено бављење политиком и кретање без пратње. Почетком 1857. је смештен у санаторијум фрањевачких клерика у Ђакову, а одатле је пребачен у Беч и тамо оперисан 17. маја. Умро је од постоперативних компликација 20. маја 1857, а сахрањен је два дана касније у заједничку гробници за сиромашне на бечком гробљу Sankt Marxer Friedhof. Приликом преуређивања суседне заједничке гробнице, у којој је био покопан и Моцарт, ознака Јукићевог гроба је загубљена.

## Изабрана дела

### Књижевна
- Живот Исуса Криста (превео Миховил Чуић, 1848)
- Славодобитница свиетлому господину Омер-паши (1851)
- Путовања од Сарајева до Цариграда, путописи, 1852.
- Богољубни начин (1855)
- Народне пиесме босанске и херцеговачке, прикупљене народне песме (заједно са фра Гргом Мартићем), Осијек, 1858.

### Научна
- Земљописно-повиестно описаније Босне, Задар, 1841.
- Почетак писменства и напомена наука крстјанскога (1848)
- Земљопис и повиестница Босне, Загреб, 1851. (под именом Славољуб Бошњак; посвећено Људевиту Гају)

### Часописи
- Босански пријатељ,I, II (часопис, 1850-1851)
- Босански пријатељ, III (часопис, 1861)